# Гари (Смоленская область)
Га́ри — деревня в Руднянском районе Смоленской области России. Входит в состав Кляриновского сельского поселения. Население — 32 жителя (2007 год). 
Расположена в западной части области в 28 км к северо-востоку от Рудни, в 6 км северо-западнее автодороги Р130 Демидов - Рудня, на берегу реки Черебесна. В 33 км южнее деревни расположена железнодорожная станция Плоская на линии Смоленск — Витебск.

## История
В годы Великой Отечественной войны деревня была оккупирована гитлеровскими войсками в июле 1941 года, освобождена в октябре 1943 года.